# Monocyclanthus vignei
Monocyclanthus vignei är en kirimojaväxtart som beskrevs av Ronald William John Keay. Monocyclanthus vignei ingår i släktet Monocyclanthus och familjen kirimojaväxter. Inga underarter finns listade i Catalogue of Life.